# NAD(P)+ transidrogenasi (AB-specifica)
La NAD(P)+ transidrogenasi (AB-specifica) è un enzima appartenente alla classe delle ossidoreduttasi, che catalizza la seguente reazione:
NADPH + NAD+ ⇄ NADP+ + NADH
L'enzima dei mitocondri del cuore è A-specifico rispetto al NAD+ e B-specifico rispetto al NADP+. 